# Van bi

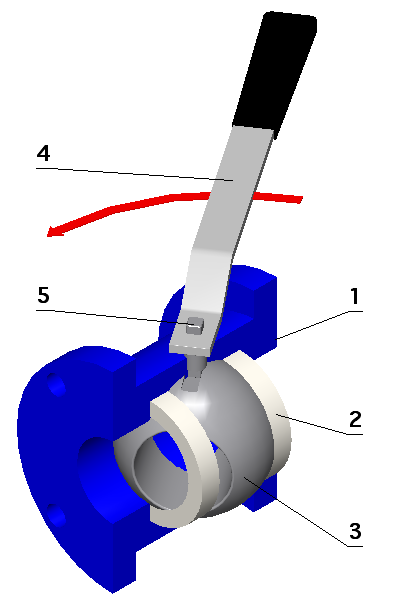
Hình cắt ngang một van bi: 1) thân van 2) gioăng làm kín 3) viên bi 4) tay gạt 5) trục van

Van bi là một loại một loại thiết bị lắp đặt trên đường ống, trong thân van có 1 viên bi khoét lỗ nên được gọi là van bi. Van hoạt động theo nguyên lý, mở hoàn toàn khi lỗ của bi song song với dòng chảy và đóng hoàn toàn khi lỗ của bi vuông góc với dòng chảy. Lịch sử phát triển van bi bắt đầu từ những năm 125, cho đến nay van bi được phát triển đa dạng về chủng loại. Tính theo vật liệu, chúng ta có van bi inox, van bi nhựa, van bi đồng, theo phương pháp vận hành có van bi tay gạt, van bi tay quay, van bi điều khiển bằng khí nén, van bi điều khiển bằng điện.